# Fakulta logistiky a krizového řízení Univerzity Tomáše Bati ve Zlíně
Fakulta logistiky a krizového řízení (FLKŘ) je jednou z 6 fakult Univerzity Tomáše Bati ve Zlíně (UTB). FLKŘ je nejmladší fakultou této univerzity, která vznikla k 1. září 2009. FLKŘ navazuje na vzdělávací a výzkumné aktivity Institutu bezpečnostních technologií v Uherském Hradišti, který dříve náležel pod Fakultu technologickou (FT UTB). FLKŘ je tedy jedinou fakultou UTB, která se v současnosti nachází v Uherském Hradišti, tedy mimo hlavní působení univerzity (město Zlín). FLKŘ je ve své činnosti zaměřena především na oblasti logistiky, logistického zabezpečování mimořádných a krizových situací a krizovým řízením.
Čtyři bakalářské studijní programy, které připravují studenty k profesnímu zaměření, tedy k využití praktických dovedností ve zvoleném povolání, i k akademickému zaměření, tedy pro další studium v navazujícím magisterském studijním programu, jsou zde poskytovány ve standardní době studia 3 roky. Tyto bakalářské studijní programy (Bc.) jsou zde poskytovány ve čtyřech příslušných studijních oborech. Některé bakalářské studijní obory (Ochrana obyvatelstva a Management rizik) fakulta nabízí v prezenční i kombinované formě studia. FLKŘ umožňuje rovněž studium v jednom dvouletém navazujícím magisterském studijním programu (Ing.), který je rovněž upřesněn příslušným studijním oborem (resp. dalšími specializacemi). V tomto studiu je nabízena výuka v prezenční i kombinované formě studia. Místem studia je vždy Uherské Hradiště. Doktorské studijní programy (Ph.D.) zaměřené na samostatnou vědeckou, tvůrčí, resp. pedagogickou, činnost v současnosti fakulta nenabízí. FLKŘ nabízí studium pouze v českém jazyce.

## Členění
Mimo běžných (standardních) součástí fakulty, kterými jsou akademický senát fakulty, vědecká rada fakulty, děkanát, pracoviště tajemníka, sekce proděkanů, studijní oddělení, hospodářské oddělení, sekretariáty, disciplinární komise, resp. stipendijní komise, se fakulta skládá z následujících součástí:
- Ústav logistiky
- Ústav krizového řízení
- Ústav environmentální bezpečnosti
- Ústav ochrany obyvatelstva[4]

## Studijní programy

### Bakalářské studijní programy
- Aplikovaná logistika
- Ochrana obyvatelstva
- Management rizik
- Environmentální bezpečnost[5]

### Navazující magisterské studijní programy
- Bezpečnost společnosti (prezenční i kombinovaná forma)
  - Bezpečnost společnosti
    - Specializace: Rizikové inženýrství
    - Specializace: Ochrana obyvatelstva
    - Specializace: Bezpečnost logistických systémů
    - Specializace: Environmentální bezpečnost

## Vedení fakulty
- doc. Ing. Zuzana Tučková, Ph.D. – děkanka
- Ing. Jakub Rak, Ph.D. – proděkan pro pedagogickou činnost
- Mgr. Vlasta Buková – proděkanka pro vnější vztahy a celoživotní vzdělávání
- Mgr. Hana Korecká – proděkanka pro vnější vztahy a celoživotní vzdělávání
- Mgr. Marek Tomaštík, Ph.D.– proděkan pro vnější vztahy a celoživotní vzdělávání
- Ing. Pavel Taraba, Ph.D. - proděkan pro vědu a tvůrčí činnosti
- Ing. Jan Strohmandl, Ph.D. – předseda akademického senátu
- Ing. Alena Procházková, MBA – tajemnice[6]